# Tweenies
 (mai 2017).
Si vous disposez d'ouvrages ou d'articles de référence ou si vous connaissez des sites web de qualité traitant du thème abordé ici, merci de compléter l'article en donnant les références utiles à sa vérifiabilité et en les liant à la section « Notes et références ».
Tweenies est une émission de télévision britannique en 390 épisodes de vingt minutes diffusée 6 septembre 1999 au 25 juillet 2002 sur BBC One. Elle met en scène des personnages de différentes couleurs.
En France, l'émission est diffusée à partir du 2 juillet 2000 sur TF1 dans l'émission TF! Jeunesse ainsi que sur Playhouse Disney, et au Québec à partir du 3 septembre 2001 à la Télévision de Radio-Canada. Elle reste inédite dans les autres pays francophones.

## Distribution

### Voix originales
- Sally Preisig puis Emma Weaver : Bella
- Bob Golding : Milo / Max
- Colleen Daley : Fizz / Izzles
- Justin Fletcher : Jake / Doodles
- Sinead Rushe : Judy

### Voix françaises
- Marie-Martine : Judy / Izzles
- Sylvie Jacob : Bella
- Fily Keita : Fizz
- Guillaume Lebon : Jake
- Yann Le Madic : Milo
- Bernard Tiphaine : Max

- Version française
  - Studio de doublage : SOFI
  - Direction artistique : ?
  - Adaptation : Marie-Cécile Canneva et Marie-Annick Billaud[2]